# 마르쿠스 코케이우스 네르바 (법학자)
마르쿠스 코케이우스 네르바 (Marcus Cocceius Nerva, 기원전 5년 이전 – 서기 33년)는 로마 황제 티베리우스의 수행단 중 한 명이자 유명 법학자이다. 그는 마르쿠스 코케이우스 네르바의 아들이자 네르바 황제의 조부이다.
서기 24년에 티베리우스는 그를 로마시의 수도망을 책임지는 세 명으로 이뤄진 위원단인 '쿠라토레스 아콰룸'의 책임자로 임명했다. 33년에 그는 티베리우스의 간청에도 불구하고 스스로 식음을 전폐하여 죽었다. 이에 대한 설명으로 타키투스는 다음과 같이 기록하였다: "'그의 생각을 알았던 자들은 그가 나라의 고통을 점차 면밀하게 보게 되었고, 분노와 공포 속에서 그는 아직까지는 안정적이었으나 명예로운 죽음을 택하였다'라고 말한다" 이를 통해서 그가 친위대의 압제에 절망했고 항의의 형태로서 자결을 했으며 자신의 안전을 걱정했을지도 모른다는 추측을 할 수 있다.

## 같이 보기
- 코케이우스 씨족